# Манго (город, Того)
Сасанне-Манго (фр. Mango) — город во второй по величине Области Саванн, самой северной из 5 областей республики Того. Является центром префектуры Оти. Расположен в 26 км от границы с Ганой. Высота центра города — 134 метра над уровнем моря.
По состоянию на 2007 год население составило около 41 464 человек.
Основной доход экономика города получает от ремёсел, торговли и сбыта продуктов сельского хозяйства (до 70 % общего дохода): хлопка, проса, кукурузы, ямса.
Водоснабжение осуществляется из реки Оти, второй по величине в Того, которая поставляет в Манго и его окрестности пресную и питьевую воду.